# Léon Brunschvicg
Léon Brunschvicg (Paris, 10 de novembro de 1869 — Aix-les-Bains, 18 de janeiro de 1944) foi um professor e filósofo francês, marido da feminista e política Cécile Brunschvicg. De tendência idealista, foi co-fundador, no ano de 1893, da Revue de métaphysique et de morale, em colaboração com Xavier Léon e Élie Halévy.

## Biografia
Léon Brunschvicg foi aluno de Alphonse Darlu no Lycée Condorcet. Completou o curso docente na École Normale Supérieure e foi professor liceal em Lorient (1891), em Tours (1893), no Liceu Corneille, em Rouen (de 1895 a 1900), e finalmente no Lycée Condorcet, de Paris. No ano de 1909 foi nomeado professor de filosofia na Universidade da Sorbonne. Casou com Cécile Kahn (depois Cécile Brunschvicg), uma activa sufragista francesa, com quem teve quatro filhos.
Com Henri Bergson, Léon Brunschvicg afirmou-se, desde 1897, como um dos principais filósofos franceses da primeira metade do século XX. Nos trabalhos da Société française de philosophie (Sociedade Francesa de Filosofia, fundada em 1901 por Xavier Léon), na Sorbonne e em todos os lugares onde trabalhou, ninguém ficava indiferente perante o talento e o saber de Brunschvicg. Com os seus amigos do tempo do liceu, especialmente com Élie Halévy, e com numerosos colegas, entre os quais André Lalande e Émile Meyerson, foi um dos mais activos participantes do movimento intelectual que ficou conhecido pelo idealismo francês (lidéalisme français).
Brunschvicg desenvolveria a partir do método reflexivo uma postura filosófica que pode ser definida como um idealismo crítico. Para ele, a acção do espírito expressa-se nas verdades científicas: filosofia e ciência avançam irmanadas. O grande conceito brunschvicgiano por excelência é o de juízo (julgamento), cuja teoria ele expôs na sua tese intitulada La modalité du jugement (A modalidade do juízo). É a capacidade de ajuizar e julgar as coisas que, na reflexão científica, constitui o cerne da filosofia reflexiva de Brunschvicg. A partir desse conceito, que permite entender a significação plena e inteira da consciência intelectual, Brunschvicg ensaiou uma filosofia do espírito: a génese do espírito é o progresso do saber sob a forma do conhecimento científico. Brunschvicg seria um dos raros filósofos do século XX a tentar uma reflexão tendo em conta conjuntamente as ciências exactas e naturais (matemáticas, física, biologia), as humanidades e o espírito.
Para Brunschvicg, a filosofia quer-se como um saber integral que tem que começar com a própria inteligência, pois apenas a actividade intelectiva é completamente acessível para si mesma. O núcleo da actividade intelectiva é o juízo, a partir do qual se explicam tanto o conceito como o razonamento. O que constitui a essência do juízo não são as suas componentes psicológicas, mas a cópula (est). "O estudo da actividade intelectual, que define a filosofia, é assim um estudo do juízo, mas sujeita à condição de não se entender o juízo como uma operação particular dentro do conjunto das operações lógicas; o juízo é o acto completo da actividade intelectual, e o seu acto único; não há algo que preceda o juízo, que seria o conceito, nem algo que o suceda, que seria o raciocínio". O juízo inclui uma referência ao ser, e por isso ao estudo da modalidade dos juízos (realidade, necessidade, possibilidade), não sendo uma tarefa meramente lógica, mas também metafísica.
O juízo pode ser considerado como o começo e o fim do espiritual, como o espírito mesmo. A partir do juízo Brunschvicg desenvolve o conjunto da sua filosofia, caracterizada deste modo por um forte racionalismo e uma grande integração das ciências exactas e naturais. Pode-se assim dizer que Brunschvicg é um dos poucos filósofos do século XX que se ocupou tanto do espírito e das humanidades como das ciências naturais.  A sua ideia de um universalismo da razão está assente no seu compromisso humanista. A sua reinterpretação de Descartes foi determinante para impulsionar novas tendências no idealismo e o seu formalismo foi de alguma maneira continuado por autores como Louis Althusser, Claude Lévi-Strauss e Jacques Lacan.
Por outro lado, o envolvimento político de Brunschvicg, humanista, ajuda a descobrir a mensagem central da sua obra: o universalismo da Razão. Brunschvicg interveio na polémica francesa sobre la filosofia cristã em favor de Émile Bréhier contra Étienne Gilson. defendeu o ponto de vista que afirma que a religião é assumida num nível superior pela filosofia e carece portanto de sentido a ideia de uma filosofia específica mente religiosa.
A obra brunschvicgiana, que comporta um conjunto considerável de obras e de artigos, foi recentemente completada graças à restituição à sua família de numerosas notas inéditas que se encontravam em arquivos russos.
No período da ocupação nazi da França, Brunschvicg foi obrigado a deixar o seu lugar na Sorbonne e a procurar refúgio na zona livre para escapar à perseguição resultante das suas origens judaicas. Refugiou-se no sul da França, na região de Aix-en-Provence. Depois de ter vivido tranquilamente durante algum tempo, iniciando a escrita daquela que seria a sua última obra, publicada na Suíça, a que daria o título de Descartes et Pascal lecteurs de Montaigne, foi obrigado a passar à clandestinidade com a sua esposa quando em 11 de Novembro de 1942 as forças alemãs ocuparam a zona livre. Faleceu no seu esconderijo em Janeiro de 1944, com 74 anos de idade.
Na fase final da sua vida, Brunschvicg escreveu um manual de filosofia dedicado à sua neta, que intitulou Héritage de Mots, Héritage d'Idées, o qual foi publicado postumamente depois da libertação de França da ocupação nazi.
Uma grande parte das suas notas pessoais e escritos foi levada pelas forças de ocupação nazis para a Alemanha. Aquando da invasão da Alemanha, os documentos foram capturados pelo Exército Soviético, que os levou primeiro para Praga e finalmente para Moscovo, onde permaneceram durante décadas. Finalmente, no ano de 2001, aqueles fundos foram devolvidos à família de Brunschvicg e agora estão ao alcance dos estudiosos do seu pensamento.

## Obras

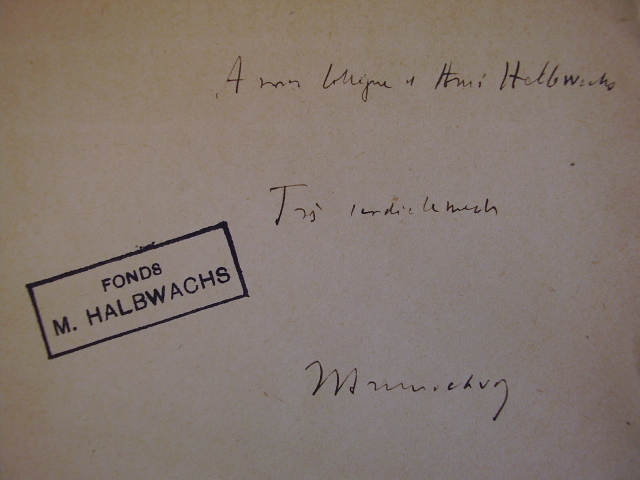
Dedicatória de L. Brunschvicg a Maurice Halbwachs num exemplar de La raison et la religion (1939).
Obra conservada na Bibliothèque de sciences humaines et sociales Paris Descartes-CNRS.

Obras doutrinárias publicadas em vida do autor
- La Modalité du jugement (thèse principale), Paris, Alcan, 1897.
- Introduction à la vie de l'esprit, Paris, Alcan, 1900, réédition avec une préface d'André Simha, Éditions Hermann, 2010 .
- L'Idéalisme contemporain (recueil d'articles parus dans la Revue de Métaphysique et de Morale), Paris, Alcan, 1905.
- Les Étapes de la philosophie mathématique, Paris, Alcan, 1912.
- Nature et liberté (revueil d'articles), Paris, Flammarion, 1921.
- L'Expérience humaine et la causalité physique, Paris, Alcan, 1922.
- Le Progrès de la conscience dans la philosophie occidentale, Paris, Alcan, 1927.
- De la Connaissance de soi, Paris, Alcan, 1931.
- Les Âges de l'intelligence, Paris, Alcan, 1934.
- La Raison et la religion, Paris, Alcan, 1939.

Obras históricas
- Spinoza, Paris, Alcan, 1894.
- Qua ratione Aristoteles metaphysicam vim syllogismo inesse demonstravit, Paris, Alcan, 1897.
- Pascal, Pensées et Opuscules, Paris, Hachette, 1897.
- Œuvres complètes de Blaise Pascal (14 volumes), Paris, Hachette, 1904-1914.
- Reproduction en phototypie du manuscrit des Pensées de Pascal, Paris, Alcan, 19.
- Le Génie de Pascal, Paris, Hachette, 1924.
- Spinoza et ses contemporains, Paris, Alcan, 1924.
- Pascal, Paris, Rieder, 1932.
- Descartes, Paris, Rieder, 1937.
- Descartes et Pascal, lecteurs de Montaigne, Paris, La Baconnière, Neuchâtel, 1942; Brentano's, New-York - Paris.

Obras póstumas
- Héritage de mots, héritage d'idées, Paris, PUF, 1945.
- L'Esprit européen, La Baconnière, Neuchâtel, 1947.
- Agenda retrouvé, 1892-1942, Paris, Éditions de Minuit, 1948.
- Le Philosophe de l'esprit, Paris, PUF, 1950.
- Écrits philosophiques, tome I : L'humanisme de l'Occident, Descartes, Spinoza, Kant, Paris, PUF, 1949.
- Écrits philosophiques, tome II : L'orientation du rationalisme, Paris, PUF, 1954.
- Écrits philosophiques, tome III : Science-Religion, Paris, PUF, 1958.
- De la vraie et de la fausse Conversion, suivi de La querelle de l'athéisme, Paris, PUF.

## Estudos sobre o pensamento de Brunschvicg
- René Boirel, Brunschvicg. Sa vie, son œuvre avec un exposé de sa philosophie, Paris, PUF, 1964.
- Marcel Deschoux, La philosophie de Léon Brunschvicg, Paris, PUF, 1949.
- Gary Gutting, French Philosophy in the Twentieth Century, Cambridge University Press, 2001.